# Blahnița
Blahnița este o zonă protejată (arie de protecție specială avifaunistică - SPA) situată în sud-vestul României, pe teritoriul administrativ al județului Mehedinți.

## Localizare
Aria naturală se află în extremitatea central-sudică a județului Mehedinți (în Lunca Dunării), pe teritoriul comunelor Burila Mare, Devesel, Gogoșu, Hinova, Jiana și Pătulele și este străbătută de drumurile naționale DN56C (care leagă orașul localitatea Salcia de Burila Mare) și DN56A (Calafat - Drobeta-Turnu Severin).

## Descriere
Zona a fost declarată Arie de Protecție Specială Avifaunistică prin Hotărârea  de Guvern nr. 1284 din 24 octombrie 2007 (privind declararea ariilor de protecție specială avifaunistică ca parte integrantă a rețelei ecologice europene Natura 2000 în România) și se întinde pe o suprafață de 43.711 hectare. Situl Blahnița (începând din februarie 2013) este protejat prin Convenția Ramsar, ca zonă umedă de importanță internațională. Acesta include două rezervații naturale: Pădurea Bunget și Pădurea Stârmina.

## Avifaună
Aria protejată (încadrată în bioregiune geografică continentală) reprezintă o zonă naturală în lunca râului Blahnița (lacuri, râuri, mlaștini, turbării, pajiști, păduri de foioase, terenuri arabile cultivate, vii și livezi) ce asigură condiții de hrană, cuibărit și viețuire pentru mai multe specii de păsări migratoare, de pasaj sau sedentare (unele protejate prin lege).

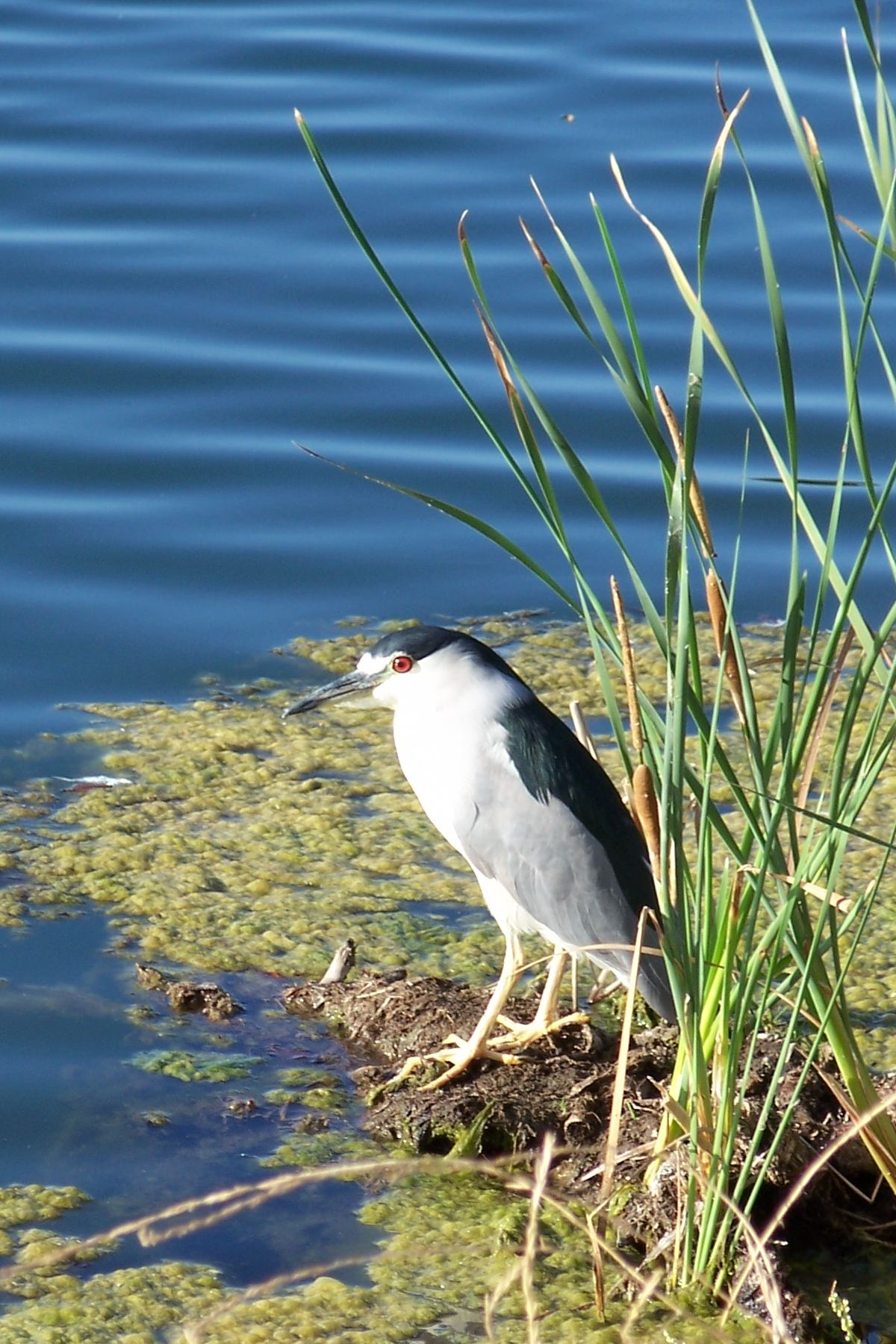
Stârc de noapte (Nycticorax nycticorax)

În arealul sitului este semnalată prezența mai multor păsări cu specii de: uliu-păsărar (Accipiter nisus), lăcarul mare (Acrocephalus arundinaceus), lăcarul de mlaștină (Acrocephalus palustris), lăcarul de rogoz (Acrocephalus schoenobaenus), lăcarul de lac (Acrocephalus scirpaceus), fluierar de munte (Actitis hypoleucos), ciocârlie-de-câmp (Alauda arvensis), rață sulițar (Anas acuta) rața roșie (Aythya nyroca), rață mare (Anas platyrhynchos), rață cârâietoare (Anas querquedula), rață pestriță (Anas strepera), stârc cenușiu (Ardea cinerea), stârc roșu (Ardea purpurea), rață-cu-cap-castaniu (Aythya ferina), buhai de baltă (Botaurus stellaris), rață sunătoare (Bucephala clangula), chirighiță-cu-obraz-alb (Chlidonias hybridus), egretă albă (Egretta alba), presură de stuf (Emberiza schoeniclus), măcăleandru (Erithacus rubecula), vânturelul roșu (Falco tinnunculus), șoimul rândunelelor (Falco subbuteo), găinușă de baltă (Gallinula chloropus), becațină comună (Gallinago gallinago), codalb (Haliaeetus albicilla), piciorong (Himantopus himantopus), capîntorsul (Jynx torquilla),  pescăruș râzător (Larus ridibundus), pescăruș argintiu (Larus cachinnans), grelușelul-de-tufiș (Locustella fluviatilis), grelușel-de-zăvoi (Locustella luscinioides), ferestraș mic (Mergus albellus), ferestraș mare (Mergus merganser), ferestraș moțat (Mergus serrator), codobatură albă (Motacilla alba), codobatură galbenă (Motacilla flava), grangur (Oriolus oriolus), lopătar (Platalea leucorodia), brumăriță de pădure (Prunella modularis), mugurar (Pyrrhula pyrrhula), stârc de noapte (Nycticorax nyctricorax), stârc pitic (Ixobrychus minutus), cresteț cenușiu (Porzana parva), cristei de baltă (Rallus aquaticus), aușel nordic (Regulus regulus), pițigoi-pungar (Remiz pendulinus), mărăcinar (Saxicola rubetra), cănăraș (Serinus serinus), corcodel mic (Tachybaptus ruficollis), fluierar de zăvoi (Tringa ochropus), chiră de baltă (Sterna hirundo) sau  sturz-cântător (Turdus philomelos).

## Căi de acces
- Drumul național DN6 pe ruta: Craiova - Filiași - Strehaia - Prunișor - Poroina - Șimian, drumulnațional DN56A până la Hinova.

## Monumente și atracții turistice
În vecinătatea sitului se află numeroase obiective de interes istoric, cultural și turistic; astfel:

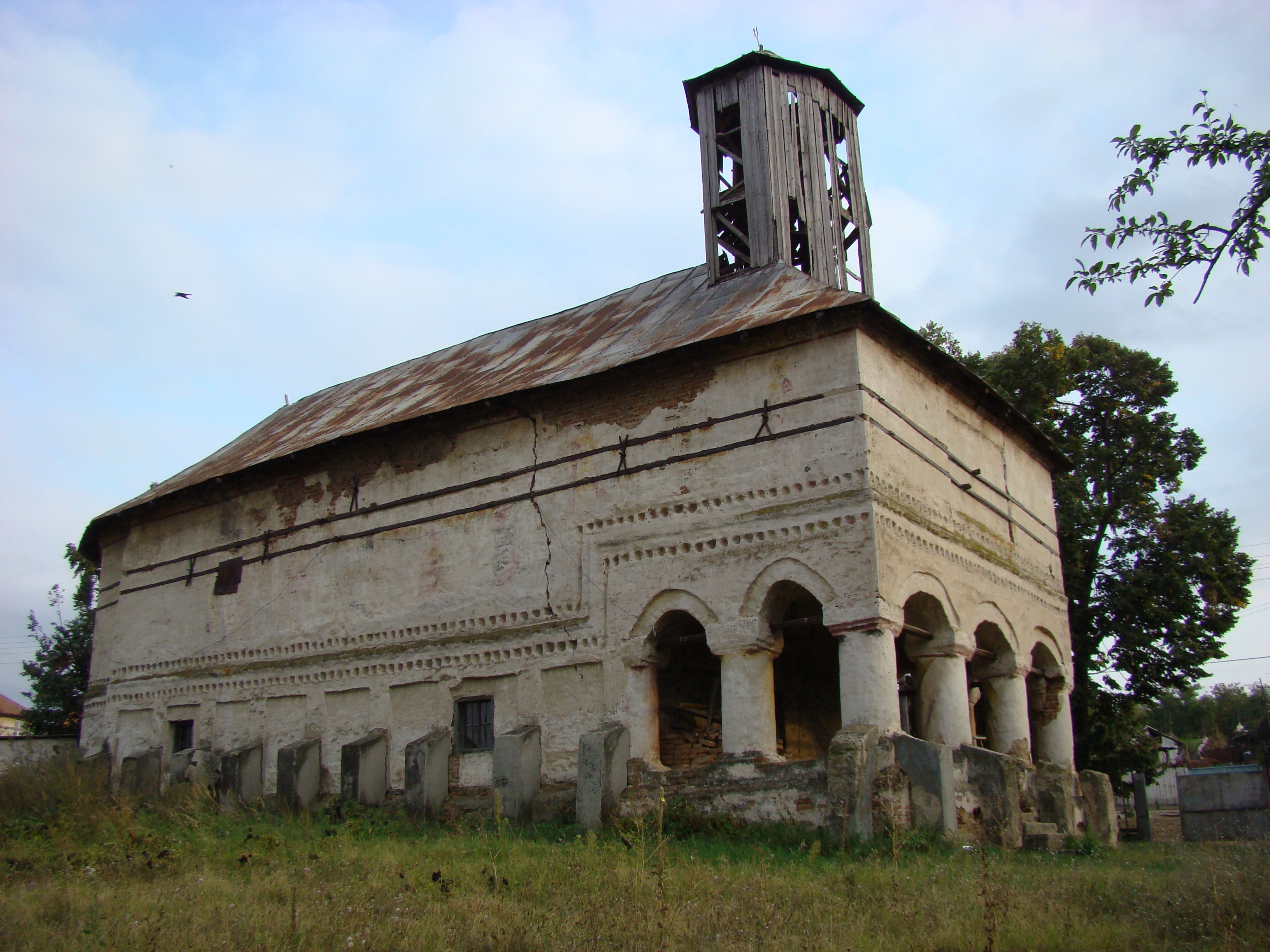
Biserica "Sf. Apostoli Petru și Pavel" din satul Viașu

- Biserica "Adormirea Maicii Domnului" din Hinova, construcție 1833-1836, monument istoric.
- Biserica "Sf. Gheorghe" din satul Dunărea Mică, monument istoric de la mijlocul secolului al XIX-lea.
- Biserica de lemn din Pătulele, construcție secolul al XIX-lea, monument istoric.
- Biserica "Sf. Petru și Pavel" din satul Viașu, construcție 1835, monument istoric.
- Așezarea romană de la Gogoșu (sec. II - III p. Chr.).
- Situl arheologic de la Batoți (sec. XIV, sec. II - III p. Chr., sec. VIII - VI a. Chr., Hallstatt, Neolitic).
- Situl arheologic "La Punți" de la Bistrețu (Epoca bronzului, Eneolitic, Cultura Bodrogkeresztu).
- Situl arheologic de la Crivina (sec. X - XII, sec. VII - VI a. Chr., Hallstatt, Epoca bronzului, Epoca bronzului, Cultura Gârla Mare).
- Situl arheologic "La Ochiuri" de la Devesel (sec. VII-VI a. Chr., Epoca bronzului, Cultura Gârla Mare, Neolitic, Cultura Sălcuța).
- Situl arheologic de la Izvoru Frumos (sec. XI - XIV, Epoca romană, sec. VIII - VI a. Chr., Hallstatt).
- Situl arheologic "Botu Piscului" de la Ostrovu Corbului (sec. VIII - VI a. Chr., Hallstatt, Cultura Basarabi, Neolitic, Cultura Sălcuța).
- Situl arheologic ("Prundul Deiului" și "Bivolari") de la Ostrovu Mare (Epoca bronzului, Cultura Gârla Mare, sec. II - IV p. Chr., sec. XIII-XIV, Epipaleolitic).
- Situl arheologic de la Tismana (sec. XIV, sec. III a. Chr.-I p. Chr., Latène).
- Situl arheologic "La Pompe" de la Țigănași (sec. III-I a. Chr., Latène, Cultura geto - dacică, Epoca bronzului, Cultura Gârla Mare, Neolitic, Cultura Sălcuța).
- Lunca Dunării